# Dorymetaecus
Dorymetaecus spinnipes es una especie de araña araneomorfa de la familia Clubionidae. Es el único miembro del género monotípico Dorymetaecus. Se encuentra en la Isla de Lord Howe en Australia.